# Margaux Bueno
Pour les articles homonymes, voir Bueno.
Margaux Bueno, née le 29 décembre 1995 à Carpentras dans le Vaucluse, est une footballeuse française évoluant au poste de milieu de terrain au FC Nantes.

## Biographie

### Carrière en club
Formée au Montpellier HSC, Margaux Bueno est une joueuse importante des U19 triples championnes de France. Elle rejoint en 2013 l'En avant Guingamp évoluant en D1. Elle prolonge son contrat de deux ans en 2016.
Reléguée au rôle de remplaçante à Guingamp, elle décide en 2018 de rejoindre le Grenoble Foot 38, en D2. En fin de saison, le coach est licencié par le club qui change ses objectifs. En recherche donc d'un autre projet et notamment d'une équipe de D2 visant la montée en D1, elle rejoint Rodez.
À l'été 2020, elle signe au FC Nantes, club qui évolue en D2 mais qui a également l'ambition de rapidement découvrir l'élite.

### Carrière en sélection
Margaux Bueno remporte avec l'équipe de France des moins des 20 ans la médaille de bronze de la Coupe du monde au Canada en septembre 2014.

## Palmarès

### En sélection
France -20 ans
- Coupe du monde féminine -20 ans
  - Médaille de bronze : 2014

## Statistiques
| Saison                | Club                  | Championnat           | Championnat | Championnat | Coupe(s) nationale(s) | Coupe(s) nationale(s) | Total | Total |
| Saison                | Club                  | Division              | M.          | B.          | M.                    | B.                    | M.    | B.    |
| 2013-2014             | EA Guingamp           | Division 1            | 16          | 0           |                       |                       | 16    | 0     |
| 2014-2015             | EA Guingamp           | Division 1            | 12          | 0           | 1                     | 0                     | 13    | 0     |
| 2015-2016             | EA Guingamp           | Division 1            | 17          | 0           | 4                     | 0                     | 21    | 0     |
| 2016-2017             | EA Guingamp           | Division 1            | 22          | 1           | 2                     | 0                     | 24    | 1     |
| 2017-2018             | EA Guingamp           | Division 1            | 14          | 0           |                       |                       | 14    | 0     |
| Sous-total            | Sous-total            | Sous-total            | 81          | 1           | 7                     | 0                     | 88    | 1     |
| 2018-2019             | Grenoble Foot 38      | Division 2            | 21          | 1           | 4                     | 1                     | 25    | 2     |
| Sous-total            | Sous-total            | Sous-total            | 21          | 1           | 4                     | 1                     | 25    | 2     |
| 2019-2020             | Rodez AF              | Division 2            | 12          | 1           | 3                     | 0                     | 15    | 1     |
| Sous-total            | Sous-total            | Sous-total            | 12          | 1           | 3                     | 0                     | 15    | 1     |
| 2020-2021             | FC Nantes             | Division 2            | 5           | 0           | 0                     | 0                     | 5     | 0     |
| 2021-2022             | FC Nantes             | Division 2            | 6           | 0           | 0                     | 0                     | 6     | 0     |
| Sous-total            | Sous-total            | Sous-total            | 11          | 0           | 0                     | 0                     | 11    | 0     |
| Total sur la carrière | Total sur la carrière | Total sur la carrière | 125         | 3           | 14                    | 1                     | 139   | 4     |